# W cieniu słońca (film 2001)
W cieniu słońca (port. Abril Despedaçado) – brazylijski dramat filmowy z 2001 roku w reżyserii Waltera Sallesa. Ekranizacja powieści Krew za krew z 1978 roku autorstwa albańskiego pisarza Ismaila Kadarego.

## Fabuła
Film opowiada historię Tonio Bravesa, którego rodzina od dawna toczy boje o granice pomiędzy posiadłościami z sąsiadującą rodziną. Gdy w jego życiu pojawia się dwójka wędrownych cyrkowców, Tonio przy pomocy swojego brata Pacu, dostrzega szansę na nowe, lepsze, ciekawsze i spokojniejsze życie. Tu zaczyna się jego wewnętrzna walka pomiędzy synowskim obowiązkiem a podążaniem za własnym sercem i marzeniami.

## Obsada
- José Dumont jako ojciec
- Rodrigo Santoro jako Tonho, najstarszy syn
- Rita Assemany jako matka
- Ravi Ramos Lacerda jako Pacu
- Luiz Carlos Vasconcelos jako Salustiano
- Flávia Marco Antonio jako Clara
- Everaldo Pontes jako Ślepy starzec
- Caio Junqueira jako Inácio
- Mariana Loureiro jako Widow
- Servilio De Holanda jako Isaías
- Wagner Moura jako Matheus
- Othon Bastos jako Mr. Lourenço
- Gero Camilo jako Reginaldo
- Vinícius de Oliveira jako członek rodziny

## Produkcja
Zdjęcia kręcono w brazylijskim stanie Bahia (Bom Sossego, Caetité, Rio de Contas).

## Nagrody i nominacje
Film był nominowany do nagrody Złotego Globu za najlepszy film nieanglojęzyczny.